# Seznam skladeb Fryderyka Chopina

Chopinův podpis

Fryderyk Chopin psal díla především pro sólový klavír, kromě nich také skladby s doprovodem klavíru (violoncello), komorní hudbu (tria) a také několik skladeb, kde klavír doprovází orchestr (z toho dva koncerty).
V seznamu tučně vyznačená díla jsou považována za stěžejní.

## Díla dle hudební formy, stylu

### Balady
- op. 23 balada č. 1 g moll (1835–1836)
- op. 38 balada č. 2 F dur (1836–1839)
- op. 47 balada č. 3 As dur (1841)
- op. 52 balada č. 4 f moll (1842–1843)

### Etudy
- Op. 10 (12 etud, věnováno Ferenci Lisztovi):
  - č. 1 etuda C dur „Vodopád“ (1830)
  - č. 2 etuda a moll(1830)
  - č. 3 etuda E dur „Smutek“ (1832)
  - č. 4 etuda cis moll „Bystřina“ (1832)
  - č. 5 etuda Ges dur „Na černých klávesách“ (1830)
  - č. 6 etuda es moll (1830)
  - č. 7 etuda C dur (1832)
  - č. 8 etuda F dur „Sluneční svit“ (1829)
  - č. 9 etuda f moll (1829)
  - č. 10 etuda As dur (1829)
  - č. 11 etuda Es dur (1829)
  - č. 12 etuda c moll „Revoluční“ (1831)
- Op. 25 (12 etud, věnováno hraběnce Marii d'Agoult):
  - č. 1 etuda As dur „Aeoliská harfa“ (1836)
  - č. 2 etuda f moll „Včely“ (1836)
  - č. 3 etuda F dur (1836)
  - č. 4 etuda a moll „Paganini“ (1832–1834)
  - č. 5 etuda e moll (1832–1834)
  - č. 6 etuda gis moll (1832–1834)
  - č. 7 etuda cis moll „Cello“ (1836)
  - č. 8 etuda Des dur (1832–1834)
  - č. 9 etuda Ges dur „Motýlek“ (1832–1834)
  - č. 10 etuda b moll (1832–1834)
  - č. 11 etuda a moll „Zimní vítr“ (1834)
  - č. 12 etuda c moll „Oceán“ (1836)
- Trois nouvelles études (1839):
  - č. 1 etuda f moll
  - č. 2 etuda As dur
  - č. 3 etuda Des dur

### Impromptu
- op. 29: Impromptu č. 1 As dur (1837)
- op. 36: Impromptu č. 2 Fis dur (1839)
- op. 51: Impromptu č. 3 Ges dur (1843)
- op. 66: Fantaisie-Impromptu cis moll (1834)

### Mazurky
- Dvě mazurky (nečíslovány, bez opusového čísla. publikovány 1826):
  - a. Mazurka G dur
  - b. Mazurka B dur
- Mazurky Op. 6 (č. 1–4):
  - č. 1: Mazurka fis moll
  - č. 2: Mazurka cis moll
  - č. 3: Mazurka E dur
  - č. 4: Mazurka es moll
- op. 7, Pět mazurek (č. 5–9):
  - č. 1: Mazurka B dur
  - č. 2: Mazurka a moll
  - č. 3: Mazurka f moll
  - č. 4: Mazurka As dur
  - č. 5: Mazurka C dur
- op. 17 Mazurky (č. 10–13):
  - č. 1: Mazurka B dur
  - č. 2: Mazurka e moll
  - č. 3: Mazurka As dur
  - č. 4: Mazurka a moll
- op. 24, Mazurky (č. 14-17):
  - č. 1: Mazurka g moll
  - č. 2: Mazurka C dur
  - č. 3: Mazurka As dur
  - č. 4: Mazurka b moll
- op. 30, Mazurky (č. 18-21):
  - č. 1: Mazurka c moll
  - č. 2: Mazurka b moll
  - č. 3: Mazurka Des dur
  - č. 4: Mazurka cis moll
- op. 33 Mazurky (č. 22-25):
  - č. 1: Mazurka gis moll
  - č. 2: Mazurka D dur
  - č. 3: Mazurka C dur
  - č. 4: Mazurka b moll
- op. 41, Mazurky (č. 26-29):
  - č. 1: Mazurka cis moll
  - č. 2: Mazurka e moll
  - č. 3: Mazurka H dur
  - č. 4: Mazurka As dur
- Mazurka a moll (č. 50; „Notre Temps“; 1840; publikováno 1841 v Six morceaux de salon, bez opusového čísla)
- Mazurka a moll (č. 51; 1840; publikováno 1841 v Album de pianistes polonais, bez opusového čísla, dedikováno Émilu Gaillardovi)
- op. 50, Mazurky (č. 30–32):
  - č. 1: Mazurka G dur
  - č. 2: Mazurka As dur
  - č. 3: Mazurka cis moll
- op. 56, Mazurky (č. 33–35):
  - č. 1: Mazurka H dur
  - č. 2: Mazurka C dur
  - č. 3: Mazurka c moll
- op. 59, Mazurky (č. 36–38):
  - č. 1: Mazurka a moll
  - č. 2: Mazurka As dur
  - č. 3: Mazurka fis moll
- op. 63, Mazurky (č. 39–41):
  - č. 1: Mazurka H dur
  - č. 2: Mazurka f moll
  - č. 3: Mazurka cis moll

#### Mazurky publikované posmrtně
- opp. 67, Mazurky (č. 42–45; 1835–1849; publikováno 1855):
  - č. 1: Mazurka G dur
  - č. 2: Mazurka g moll
  - č. 3: Mazurka C dur
  - č. 4: Mazurka a moll
- opp. 68, Mazurky (č. 46–49; 1827–1849; publikováno 1855):
  - č. 1: Mazurka C dur
  - č. 2: Mazurka a moll
  - č. 3: Mazurka F dur
  - č. 4: Mazurka f moll
- později publikované bez opusových čísel:
  - Mazurka C dur (1833; publikováno 1870)
  - Mazurka D dur (1829; publikováno 1875)
  - Mazurka B dur (1832; publikováno 1909)
  - Mazurka F dur „Mazurek“ (1820; publikováno 1910)
  - Mazurka As dur (1834; publikováno 1930)
  - Mazurka D dur (1832; datum prvního vydání neznámý)

### Nokturna
- op. 9 Nokturna:
  - č. 1 Nokturno b moll
  - č. 2 Nokturno Es dur
  - č. 3 Nokturno H dur
- op. 15 Nokturna:
  - č. 1 Nokturno F dur (1830-1831)
  - č. 2 Nokturno Fis dur (1830–1831)
  - č. 3 Nokturno g moll (1833)
- op. 27 Nokturna:
  - č. 1 Nokturno cis moll
  - č. 2 Nokturno Des dur
- op. 32 Nokturna:
  - č. 1 Nokturno H dur (1836–1837)
  - č. 2 Nokturno As dur (1836–1837)
- op. 37 Nokturna:
  - č. 1 Nokturno g moll
  - č. 2 Nokturno G dur
- op. 48 Nokturna:
  - č. 1 Nokturno c moll
  - č. 2 Nokturno fis moll
- op. 55 Nokturna:
  - č. 1 Nokturno f moll
  - č. 2 Nokturno Es dur
- op. 62 Nokturna:
  - č. 1 Nokturno H dur
  - č. 2 Nokturno E dur

#### Nokturna publikovaná posmrtně
- opp. 72:
  - č. 1 Nokturno e moll
- Nokturno cis moll (1830, Lento con gran espressione)
- Nokturno c moll (1837)
- Nokturno cis moll (Nocturne oubliée)

### Polonézy
- op. 26 Polonézy:
  - č. 1 Polonéza cis moll
  - č. 2 Polonéza es moll
- op. 40 Polonézy:
  - č. 1 Polonéza A dur „Vojenská“
  - č. 2 Polonéza c moll
- op. 44 Polonéza fis moll
- op. 53 Polonéza As dur „Heroická“
- op. 61 Polonéza-Fantaisie As dur

#### Polonézy publikované posmrtně
- opp. 71 Polonézy:
  - č. 1 Polonéza d moll
  - č. 2 Polonéza B dur
  - č. 3 Polonéza f moll
- bez op. čísla – KK IIa č. 1 Polonéza g moll (1817)[1]
- bez op. čísla – KK IVa Polonézy:
  - č. 1 Polonéza B dur (1817)
  - č. 2 Polonéza As dur (1821)
  - č. 3 Polonéza gis moll (1822)
  - č. 5 Polonéza b moll „Adieu a Guillaume Kolberg“ (1826)
  - č. 8 Polonéza Ges dur (1829).

### Preludia
- op. 28, 24 preludií:
  - č. 1: Preludium C dur (1839)
  - č. 2: Preludium a moll (1838)
  - č. 3: Preludium G dur (1838-1839)
  - č. 4: Preludium e moll (1838)
  - č. 5: Preludium D dur (1838-1839)
  - č. 6: Preludium b moll (1838-1839)
  - č. 7: Preludium A dur (1836)
  - č. 8: Preludium fis moll (1838-1839)
  - č. 9: Preludium E dur (1838-1839)
  - č. 10: Preludium cis moll (1838-1839)
  - č. 11: Preludium H dur (1838-1839)
  - č. 12: Preludium gis moll (1838-1839)
  - č. 13: Preludium Fis dur (1838-1839)
  - č. 14: Preludium es moll (1838-1839)
  - č. 15: Preludium Des dur („Dešťové kapky“) (1838-1839)
  - č. 16: Preludium b moll (1838–1839)
  - č. 17: Preludium As dur (1836)
  - č. 18: Preludium f moll (1838–1839)
  - č. 19: Preludium Es dur (1838–1839)
  - č. 20: Preludium c moll (1838–1839)
  - č. 21: Preludium B dur (1838–1839)
  - č. 22: Preludium g moll (1838–1839)
  - č. 23: Preludium F dur (1838–1839)
  - č. 24: Preludium d moll (1838–1839)
- op. 45: Preludium cis moll (1841)

#### Preludia publikovaná posmrtně
- P. 2/7: Preludium As dur (1834, publikováno 1918; dedikováno Pierru Wolffovi)
- A. 1/2: Preludium F dur
- Preludium es moll

### Ronda
- op. 1: Rondo c moll
- op. 5: „Rondo a la Mazur“ F dur (1826)
- op. 16: Rondo Es dur (1832)
- opp. 73: Rondo C dur, pro dva klavíry (1828)

### Scherza
- op. 20: Scherzo č. 1 h moll (1831)
- op. 31: Scherzo č. 2 b moll (1837)
- op. 39: Scherzo č. 3 cis moll (1839)
- op. 54: Scherzo č. 4 E dur (1843)

### Sonáty
- op. 4: Sonáta č. 1 c moll (1828)
- op. 35: Sonáta č. 2 b moll (1839 „Pohřební pochod“)
- op. 58: Sonáta č. 3 h moll (1844)

### Valčíky
- op. 18: „Grande valse brillante“ Es dur (1833)
- op. 34: „Trois grandes valses brillantes“:
  - č. 1: Valčík As dur (1835) „Děčínský“
  - č. 2: Valčík a moll (1831)
  - č. 3: Valčík F dur (1838)
- op. 42: Valčík As dur
- op. 64, Tři valčíky:
  - č. 1: Valčík Des dur „Minutový valčík“ (1846)
  - č. 2: Valčík cis moll (1846)
  - č. 3: Valčík As dur

#### Valčíky publikované posmrtně
- 1852: opp. 69 Dva valčíky:
  - č. 1: Valčík As dur „L'Adieu“ – „Na rozloučenou“ (1835)
  - č. 2: Valčík b moll
- 1855: opp. 70 Tři valčíky:
  - č. 1: Valčík Ges dur
  - č. 2: Valčík f moll
  - č. 3: Valčík Des dur
- 1868: Valčík e moll, B. 56, KK IVa/15[1], P. 1/15
- 1871–1872: Valčík E dur, B. 44, KK IVa/12[1], P. 1/12
- 1902: Valčík As dur, B. 21, KK IVa/13[1], P. 1/13
- 1902: Valčík Es dur, B. 46, KK IVa/14[1], P. 1/14
- 1932: Valčík fis moll, Valse mélancolique, KK Ib/7[1], A. 1/7 (autorství je sporné)
- 1955: Valčík in a moll, B. 150, KK IVb/11[1], P. 2/11
- 1955: Valčík Es dur („Sostenuto“), B. 133, KK IVb/10[1] (ne vždy je považován za valčík)

### Různá díla pro sólový klavír
- op. 12: Variace brillantes B dur na „Je vends des scapulaires“ z opery Fedinanda Hérolda Ludovic
- op. 19: Bolero v C dur / A dur
- op. 43: Tarantella As dur
- op. 46: Allegro de concert A dur
- op. 49: Fantaisie f moll
- op. 57: Berceusee Des dur
- op. 60: Barcarola Fis dur

#### Publikována posmrtně
- opp. 72:
  - č. 2: Marche funebre c moll (1829; B.20)
  - č. 3: Tři écossaises (1830)
    - č. 1 D dur
    - č. 2 G dur
    - č. 3 Des dur
- B. 12a: Variace D dur na téma dle Thomase Moora, klavír pro čtyři ruce
- B. 14: Variace E dur na air „Der Schweizerbub: Steh'auf, steh'auf o du Schweitzer Bub“, též zvaný Introdukce a variace na německou píseň (1826)
- B. 17: Contredanse Ges dur
- B. 37: Variace A dur: Souvenir de Paganini
- B. 84: Cantabile B dur
- B. 109a: Largo Es dur
- B. 113: Variace E dur pro Hexameron
- B. 129a: Kánon f moll
- B. 144: Fuga a moll
- B. 151: Moderato E dur
- B. 160b: 2 Bourré
- P. 2/13: Galop As dur (Marquis)
- P. 2/5: Skladba pro klavír Es dur (1837)
- P. 2/6: Skladba pro klavír B dur (1834)
- P. 2/10: Skladba pro klavír in Es dur (1840)

## Díla dle doby vzniku (opusových čísel)

### Díla s opusovým číslem značená Chopinem
- op. 1 Rondo c moll (1825) – věnované madame de Linde
- op. 2 Variace B dur na „La ci darem la mano“ z opery Don Giovanni W. A. Mozarta (1827/1828) pro klavír a orchestr, (na téma z duetu Don Giovanniho a Zerliny) - věnováno Tytusu Woyciechowskému, v recenzi v Allgemeine Musikalische Zeitung z roku 1831 Robert Schumann napsal Klobouk dolů, pánové, je to génius (Hut ab Ihr Herren, ein Genie)
- op. 3 Introdukce a Polonéza C dur pro violoncello a klavír (1830), věnováno Radziwiłłskému
- op. 4 Sonáta c moll (1827 nebo 1828) – věnována Jozefu Elsnerovi (à Mr. Joseph Elsner, Professeur à l'Université Royale de Varsovie, Chevalier de l'ordre de St Stanislas)

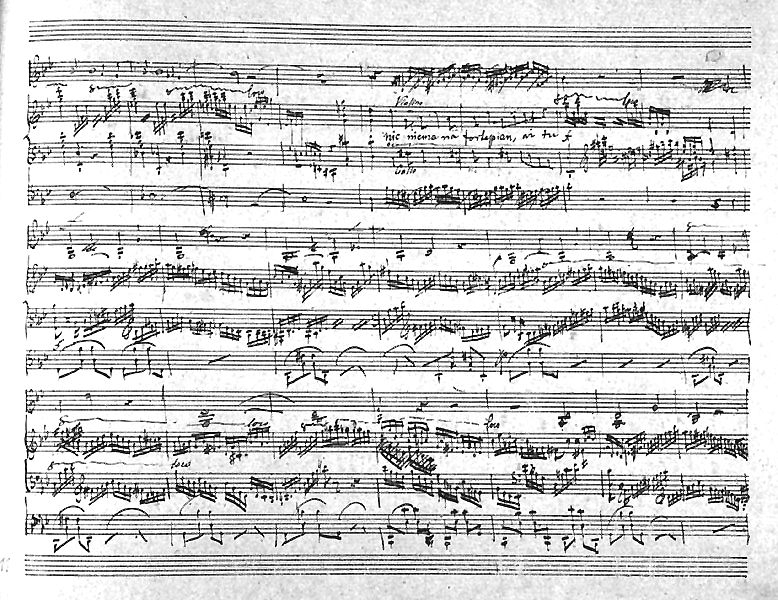
Rukopis Tria g moll op. 8

- op. 5 Rondo a la Mazur F dur (1826)
- op. 6 Mazurky[2] (1830–1832)
  - 1. fis moll (1832)
  - 2. cis moll (1832?)
  - 3. E dur (1830)
  - 4. es moll (1832?)
- op. 7 Mazurky[2] (1832)
  - 1. B dur (1832?)
  - 2. a moll (1830)
  - 3. f moll (1831)
  - 4. As dur (1824)
  - 5. C dur (1832?)
- op. 8 Trio g moll (1828–1829) pro housle, violoncello a klavír – věnováno Radziwiłłskému (à son Altesse Monsieur le Prince Antoine Radziwill)
- op. 9 Nokturna (1832)
  - 1. b moll
  - 2. Es dur
  - 3. H dur
- op. 10 12 etud (1829–1832) – věnováno Franzi Lisztovi (à son ami Franz Liszt)

- 1. Etuda C dur op. 10
- 2. Etuda a moll op. 10
- 3. Etuda E dur op. 10
- 4. Etuda cis moll op. 10
- 5. Etuda Ges dur op. 10
- 6. Etuda es moll op. 10
- 7. Etuda C dur op. 10
- 8. Etuda F dur op. 10
- 9. Etuda f moll op. 10
- 10. Etuda As dur op. 10
- 11. Etuda Es dur op. 10
- 12. Etuda c moll Revoluční

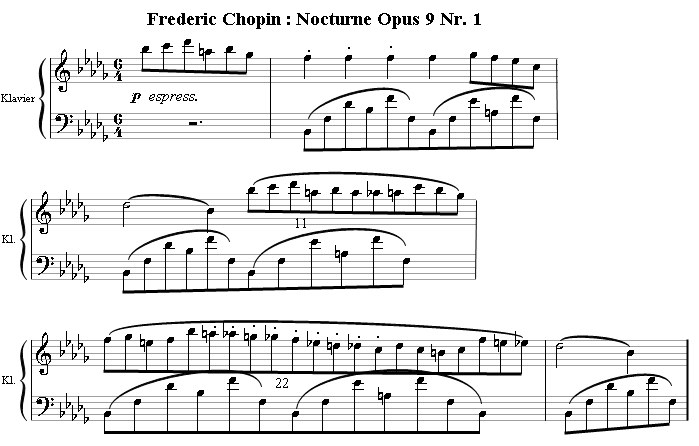
První takty Nokturna b moll op. 9 č. 1

- op. 11 Koncert pro klavír a orchestr č. 1 e moll (1830) – věnováno Friedrichu Kalkbrennerovi
- op. 12 Variace B dur na téma „Je vends des Scapulaires“ z opery Ludovic Louis Joseph Ferdinand Herolda (1833)
- op. 13 Fantasie na polská témata A dur (1828) pro klavír a orchestr
- op. 14 Rondo a la Krakowiak F dur pro klavír a orchestr
- op. 15 Nokturna (1833)
  - 1. F dur
  - 2. Fis dur
  - 3. g moll
- op. 16 Rondo Es dur (1833)
- op. 17 Mazurky (1833)
  - 1. B dur
  - 2. e moll
  - 3. As dur
  - 4. a moll
- op. 18 Valčík Es dur (1833) Grande valse brillante
- op. 19 Bolero a moll (1833)
- op. 20 Scherzo h moll (1833)
- op. 21 Koncert pro klavír a orchestr č. 2 f moll(1829) – věnovaný hraběnce Potocké (a Madame la Comtesse Delphine Potocka née de Komar)
- op. 22 Andante spianato [G dur] a Velká polonéza Es dur pro klavír a orchestr (1835) Grande polonaise brillante též ve verzi pro sólový klavír
- op. 23 Ballada g moll (1833)
- op. 24 Mazurky (1833)
  - 1. g moll
  - 2. C dur
  - 3. As dur
  - 4. b moll
- op. 25 Etudy (1835–1837) – věnované hraběnce Marii d'Agoult (a Madame la Comtesse d'Agoult)
  - 1. As dur
  - 2. f moll
  - 3. F dur
  - 4. a moll
  - 5. e moll
  - 6. gis moll
  - 7. cis moll
  - 8. Des dur
  - 9. Ges dur
  - 10. h moll
  - 11. a moll
  - 12. c moll
- op. 26 Polonézy
  - 1. cis moll
  - 2. es moll
- op. 27 Nokturna (1835)
  - 1. cis moll
  - 2. Des dur
- 24 preludií op. 28 (1838–1839)
- op. 29 Impromptu As dur (1837)
- op. 30 Mazurky (1837) – věnované Marii Czartoryské Württemberské (a Madame la Princesse de Würtemberg née Princesse Czartoryska)
  - 1. c moll
  - 2. h moll
  - 3. Des dur
  - 4. cis moll
- op. 31 Scherzo b moll (1837)
- op. 32 Nokturna (1837)
  - 1. H dur
  - 2. As dur
- op. 33 Mazurky (1838)
  - 1. gis moll
  - 2. C dur
  - 3. D dur
  - 4. h moll
- op. 34 Valčíky (Grande Valse brillante)
  - 1. As dur (1835)
  - 2. a moll (1838)
  - 3. F dur (1838)
- op. 35 Sonata b moll včetně Pohřebního pochodu (1837), celá 1839
- op. 36 Impromptu Fis dur (1839)
- op. 37 Nokturna
  - 1. g moll (1838)
  - 2. G dur (1839)
- op. 38 Ballada F dur (1839) – věnována Robertu Schumannovi (a Monsieur Robert Schumann)
- op. 39 Scherzo cis moll (1839)
- op. 40 Polonézy – věnováno Julianu Fontanovi (a son ami Mr Jules Fontana)
  - 1. A dur (1838)
  - 2. c moll (1839)
- op. 41 Mazurky – věnováno Stefanu Witwickému (a son ami Monsieur Etienne Witwicki)
  - 1. e moll (1838)
  - 2. H dur (1839)
  - 3. As dur (1839)
  - 4. cis moll (1839)
- op. 42 Valčík As dur (Grande Valse As dur, 1840)
- op. 43 Tarantela As dur (1841)
- op. 44 Polonéza fis moll (1841)
- op. 45 Preludium cis moll (1841)
- op. 46 Allegro de concert A dur (1832–1841) – pravděpodobně část nerealizovaného koncertu pro klavír a orchestr

- op. 47 Balada As dur (1841)
- op. 48 Nokturna (1841)
  - 1. c moll
  - 2. fis moll
- op. 49 Fantasie f moll (1841)

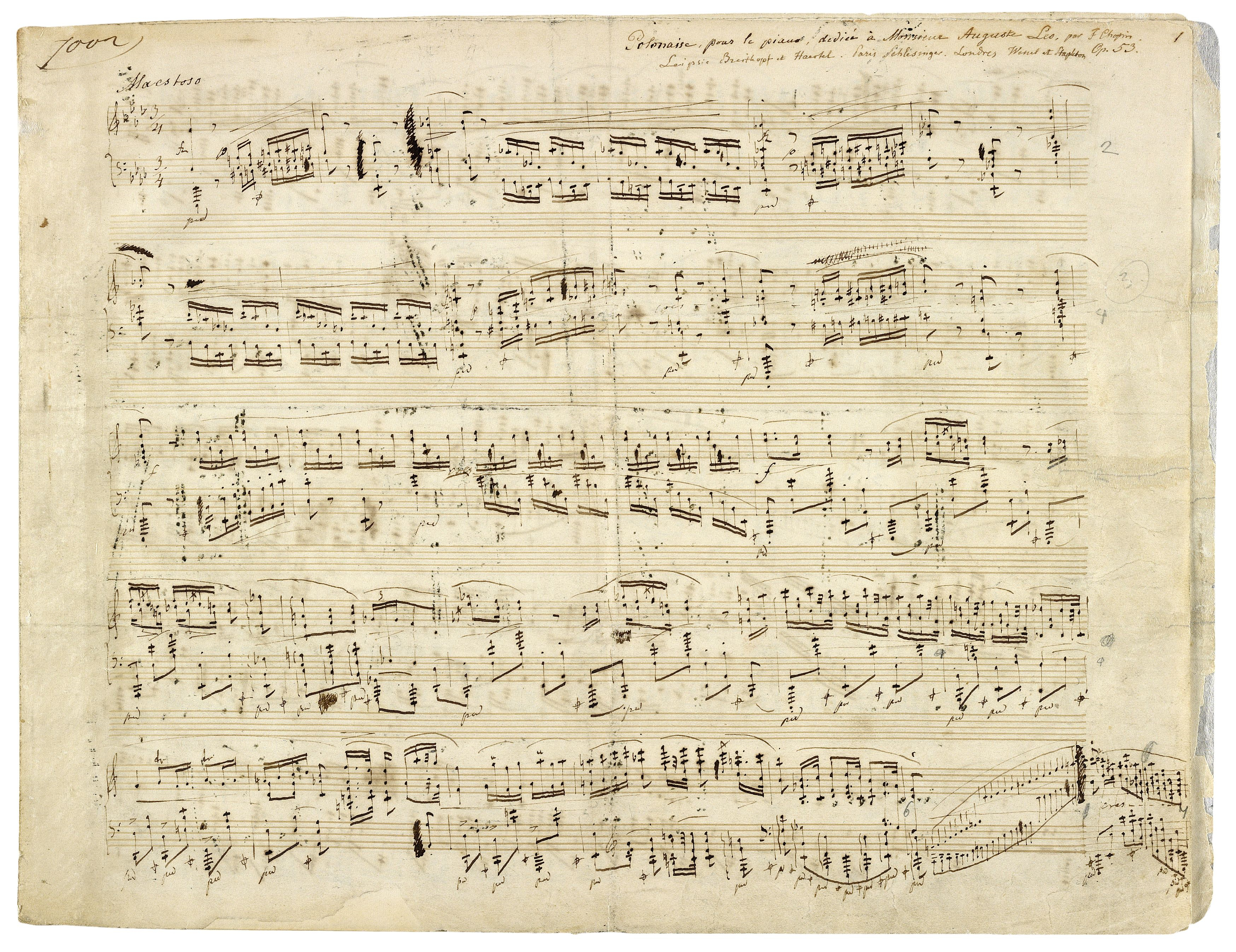
Polonéza As dur op. 53

- op. 50 Mazurky (1842) (a Monsieur Léon Szmitkowski)
  - 1. G dur
  - 2. As dur
  - 3. cis moll
- op. 51 Impromptu Ges dur (1842)
- op. 52 Balada f moll (1842–1843)
- op. 53 Polonéza As dur (1843)
- op. 54 Scherzo E dur (1842–1843)
- op. 55 Nokturna (1842–1844)
  - 1. f moll
  - 2. Es dur
- op. 56 Mazurky (1843–1844)
  - 1. H dur
  - 2. C dur
  - 3. c moll
- op. 57 Berceuse Des dur (Kołysanka, 1844)
- op. 58 Sonata h moll (1844)
- op. 59 Mazurky (1845)
  - 1. a moll
  - 2. As dur
  - 3. fis moll
- op. 60 Barkarola Fis dur (1845–1846)
- op. 61 Polonéza-fantasie As dur (1846)
- op. 62 Nokturna (1846)
  - 1. H dur
  - 2. E dur
- op. 63 Mazurky (1846) (a Madame la Comtesse Laure Czosnowska)
  - 1. H dur
  - 2. f moll
  - 3. cis moll
- op. 64 Valčíky (1847)
  - 1. Des dur Minutový (a Madame la Comtesse Delphine Potocka)
  - 2. cis moll
  - 3. As dur
- op. 65 Sonata g moll (1845 nebo 1846) pro violoncello a klavír – věnovaná Augustu Franchommemu (a son ami Aug. Franchomme Professeur au Conservatoire de Paris)

### Díla s opusovými čísly přiřazenými posmrtněJulianem Fontanem
- op. 66 Impromptu-Fantaisie cis moll (1834)
- op. 67 Mazurky
  - 1. G dur (1835)
  - 2. g moll (1848 nebo 1849)
  - 3. C dur (1835)
  - 4. a moll (1845)
- op. 68 Mazurky
  - 1. C dur (1830)
  - 2. a moll (1827)
  - 3. F dur (1830)
  - 4. f moll (1848 nebo 1849)
- op. 69 Valčíky
  - 1. As dur (1835) (L'Adieu)
  - 2. h moll (1829)
- op. 70 Valčíky
  - 1. Ges dur (1832)
  - 2. f moll (1842)
  - 3. Des dur (1829)
- op. 71 Polonézy
  - 1. d moll (1827?)
  - 2. B dur (1828?)
  - 3. f moll (1829?)
- op. 72
  - 1. Nokturno e moll (1827)
  - 2. Pohřební pochod c moll (1826 nebo 1827 nebo 1829)
  - 3.-5. 3 Écossaise (Skotské): 3. D dur, 4. G dur, 5. Ges dur (1826 nebo 1830)
- op. 73 Rondo C dur pro dva klavíry (1828)
- op. 74 Písně
  - 1. Życzenie G dur (text Stefan Witwicki, 1829)
  - 2. Wiosna g moll (text Stefan Witwicki, 1838)
  - 3. Smutna rzeka fis moll (text Stefan Witwicki, 1831)
  - 4. Hulanka C dur (text Stefan Witwicki, 1830)
  - 5. Gdzie lubi A dur (text Stefan Witwicki, 1829)
  - 6. Precz z moich oczu f moll (text Adam Mickiewicz, 1827)
  - 7. Poseł D dur (text Stefan Witwicki, 1831)
  - 8. Śliczny chłopiec D dur (text Bohdan Zaleski, 1841)
  - 9. Melodia G dur (text Zygmunt Krasiński, 1847)
  - 10. Wojak As dur (text Stefan Witwicki, 1831)
  - 11. Dwojaki koniec d moll (text Bohdan Zaleski, 1845)
  - 12. Moja pieszczotka Ges dur (text Adam Mickiewicz, 1837)
  - 13. Nie ma czego trzeba a moll (text Bohdan Zaleski, 1845)
  - 14. Pierścień Es dur (text Stefan Witwicki, 1836)
  - 15. Narzeczony c moll (text Stefan Witwicki, 1831)
  - 16. Piosnka litewska F dur (text Ludwik Osiński, 1831)
  - 17. Śpiew z mogiłki es moll (text Wincenty Pol, 1836)

### Díla bez opusových čísel, vydaná za Chopinova života
- Polonéza g moll[3] (1817)
- Dvě mazurky – 1. G dur a 2. B dur (1825–1826) - vydané Wilhelmem Kolbergrem ve Varšavě
- Polonéza b moll „La gazza ladra“ (1826) – věnována Wilhelmu Kolbergovi (a Guil. Kolberg), také známý jako Les Adieux
- Grand Duo concertant E dur pro violoncello a klavír (1832) na téma z opery Robert ďábel Giacomo Meyerbeera (part violoncella složil August Franchomme), existuje také verze pro klavír pro čtyři ruce
- 6. variace E dur z Hexameronu na téma pochodu z opery I puritani Vincenzo Belliniho vzniklé spoluprací Chopina, Herze, Pixise, Sigismunda Thalberga, Carla Czerného a Franze Liszta
- 3 nouvelles études (publikováno v Méthode des Méthodes Moschel a Fétis, 1839) – 1. f moll, 2. As dur, 3. Des dur
- Mazurka a moll (a Émile Gaillard, 1841)
- Mazurka a moll (Notre Temps, 1840)

### Díla bez opusových čísel, vydaná posmrtně
- Polonéza B dur[3] (1817)
- Polonéza As dur[3] (1821) (a Monsieur A. Żywny)
- Variace E dur na téma švýcarské písně Der Schweitzerbub (Steh' auf, steh' auf o du Schweitzer Bub, 1824)
- Polonéza gis moll (1822 nebo 1824)
- Variace D dur na téma písně Thomase Moora pro klavír pro čtyři ruce (1826)
- Rondo C dur (1828?) – 1. verze pro dva klavíry, 2. verze pro sólový klavír
- Variace A dur (Variace na téma „Benátského karnevalu“ N. Paganiniho", známé též jako Souvenir de Paganini; 1829)
- Mazurka G dur „Jakież kwiaty, jakie wianki“ (text I. Maciejowski) (1829) – vepsán do památníku Václava Hanky
- Valčík E dur (1829 nebo 1830)
- Valčík As dur (1830)
- Valčík e moll (1830)
- Píseň Czary d moll (text Stefan Witwicki, 1830)
- Polonéza Ges dur (1829? 1830?)
- Allegretto Fis dur (nebo také Mazurka Fis dur, 1829–1831)
- Lento con gran espressione cis moll[4] (nazývaný Nokturno cis moll, 1830)
- Mazurka B dur (1832)
- Cantabile B dur (1834)
- Presto con leggierezza As dur (Preludium As dur, 1834)
- Mazurek As dur (1834) – vepsaný do památníku Marie Szymanowské
- Andantino g moll (píseň Wiosna pro klavír)
- Sostenuto Es dur (Valčík Es dur, 1840)
- Moderato E dur (vydáno jako Kartka z albumu, 1843)
- Píseň Dumka a moll (text Bohdan Zaleski; první verze písně Nie ma, czego trzeba op.74 č. 13; 1840)
- Largo Es dur (1847?) – zpracování nápěvu písně Boże, coś Polskę
- Nokturno c moll (1847?)
- Valčík a moll (1847-1849)

### Díla s nepotvrzeným autorstvím, ztracená a marginálie

#### Díla s nepotvrzeným autorstvím
- Mazurka D dur (dziecięcy, 1820?)
- Mazurka D dur (pierwsza wersja – 1829, druga wersja – 1832)
- Mazurka C dur (1833?)
- Nokturno cis moll (Nocturne oublié)
- Nokturno A dur
- Valčík Es dur (1840?)
- Contredanse Ges dur (1827?)
- Variace E dur na téma „Non piu mesta“ z opery Kopciuszek Gioacchino Rossiniho pro flétnu a klavír (1830?)
- Preludium B dur
- Andantino č. 5 d moll

#### Díla ztracená
Valčíky (8?), písně (5?), pochod, polonéza, Andante dolente, variace, écossaise a Veni creator komponovaný pro Zofii Rosengardt (Chopinovu žačku) s Bohdanem Zaleským (1846)

#### Marginálie
Galop As dur (Marquis, 1846?), Fuga a moll (asi 1827), Kánon f moll, notové zápisy písní polských, francouzských a rumunských, zápis refrénu polské hymny Mazurka Dąbrowskiego B dur, zápis tanců z okolí Nohantu – 2 Bourrées (G dur, A dur)